# Ро Гап Тайк
Ро Гап Тайк (нар. 3 травня 1964) — колишній південнокорейський тенісист.
Найвищу одиночну позицію світового рейтингу — 294 місце досяг 15 травня 1989, парну — 451 місце — 21 червня 1993 року.
Здобув 1 одиночний титул.

## Титули на челленджерах

### Одиночний розряд: (1)
| Дата              | Турнір        | Покриття | Суперник     | Рахунок  |
| ----------------- | ------------- | -------- | ------------ | -------- |
| 13 листопада 1988 | Гуанчжоу, КНР | Тверде   | Пітер Картер | 7–5, 6–2 |